# Adenilato cinasa 1
La adenilato cinasa 1 (AC1) (número EC 2.7.4.3) es una isoenzima de la adenilato cinasa que cataliza la interconversión de adenín nucleótidos. El ATP transfiere un grupo fosfato al AMP para formar ADP.
ATP + AMP {\displaystyle \rightleftharpoons } 2 ADP
Es una enzima de tamaño pequeño participa en el metabolismo energético y en la síntesis de nucleótidos que son esenciales para el crecimiento y mantenimiento de la célula. Se presenta como monómero y su localización celular es el citoplasma. Los defectos de la adenilato cinasa 1 son causa de anemia hemolítica debida a deficiencia en adenilato cinasa.